# Earle Williams
Earle Williams, nato Earle Rafael Williams (Sacramento, 28 febbraio 1880 – Hollywood, 25 aprile 1927), è stato un attore statunitense del cinema muto.

## Biografia
Attore di punta della Vitagraph negli anni dieci, Earle Williams ottenne - nel 1915 - il primo posto in una lista degli attori più votati dal pubblico. Cominciò a recitare a teatro già da ragazzo. Girò il suo primo film, Barbara Fritchie: The Story of a Patriotic American Woman, nel 1908. Sullo schermo, fu spesso partner di Anita Stewart, con la quale formò una coppia di successo. Uno dei film che procurò più popolarità ai due attori fu, nel 1915,The Juggernaut, come anche il serial in 15 episodi The Goddess. Uno dei personaggi più riusciti di Williams fu quello nel film Arsene Lupin, incentrato sulla figura del ladro gentiluomo nato nel 1905 dalla penna di Maurice Leblanc.
Negli anni venti, ricoprì sovente ruoli di eroico soldato. Nella sua carriera si contano circa 160 film. Occasionalmente, fu anche regista e sceneggiatore.
Morì il 25 aprile 1927 a soli 47 anni. La sua morte precoce venne attribuita a una broncopolmonite.
Venne sepolto al Forest Lawn Memorial Park di Glendale .

### Riconoscimenti
Per il suo contributo all'industria del cinema, Earle Williams viene ricordato con una stella al 1560 di Vine Street dell'Hollywood Walk of Fame.

## Filmografia

### 1908
- Barbara Fritchie: The Story of a Patriotic American Woman, regia di J. Stuart Blackton (1908)
- Julius Caesar, regia di James Stuart Blackton e William V. Ranous (1908)

### 1909
- Virginius, regia di J. Stuart Blackton (1909)
- The Poor Musician, regia di Van Dyke Brooke (1909)
- The Cobbler and the Caliph, regia di J. Stuart Blackton (1909)

### 1910
- Capital vs. Labor, regia di Van Dyke Brooke (1910)
- Love's Awakening (1910)
- Uncle Tom's Cabin, regia di James Stuart Blackton (1910)

### 1911
- A Tale of Two Cities, regia di Charles Kent (o William Humphrey?) (1911)
- The Thumb Print, regia di Van Dyke Brooke (1911)
- The Prince and the Pumps (1911)
- A Friendly Marriage, regia di Van Dyke Brooke (1911)
- One Flag at Last (1911)
- The Wager (1911)
- The Missing Will (1911)
- By Way of Mrs. Browning (1911)
- Aunt Huldah, the Matchmaker, regia di Edwin R. Phillips (1911)
- An Aeroplane Elopement, regia di William Humphrey (1911)
- Their Charming Mama, regia di Frederick A. Thomson (1911)
- One Touch of Nature, regia di Laurence Trimble (1911)
- The Military Air-Scout, regia di William Humphrey (1911)

### 1912
- The Heart of the King's Jester, regia di William Humphrey (1912)
- Willie's Sister (1912)
- Father and Son (1912)
- The Love of John Ruskin, regia di Van Dyke Brooke (1912)
- Mrs. Carter's Necklace, regia di Van Dyke Brooke (1912)
- The First Woman Jury in America (1912)
- The Suit of Armor (1912)
- Il settimo figlio (The Seventh Son), regia di Hal Reid (1912)
- His Father's Son (1912)
- The Woman Haters, regia di Hal Reid (1912)
- The Spider's Web, regia di Van Dyke Brooke e Maurice Costello (1912)
- The Lady of the Lake, regia di James Stuart Blackton (1912)
- On Her Wedding Day, regia di Wilfred North (1912)
- The Light That Failed (1912)
- The French Spy, regia di Laurence Trimble (1912)
- The Gamblers (1912)
- The Church Across the Way (1912)
- The Lovesick Maidens of Cuddleton, regia di George D. Baker (1912)
- Saving an Audience, regia di Van Dyke Brooke (1912)
- The Party Dress, regia di Charles L. Gaskill (1912)
- The Bond of Music, regia di Charles Kent (1912)
- Coronets and Hearts (1912)
- The Hindoo's Curse, regia di William V. Ranous (1912)
- A Fortune in a Teacup, regia di Albert W. Hale (1912)
- The Red Barrier (1912)
- When California Was Young, regia di Rollin S. Sturgeon (1912)
- Out of the Shadows, regia di Rollin S. Sturgeon (1912)
- Una of the Sierras, regia di Ralph Ince (1912)
- The Dawning (1912)
- Song of the Shell, regia di Ralph Ince (1912)
- The Night Before Christmas, regia di Van Dyke Brooke
- Two Women and Two Men, regia di Van Dyke Brooke (1912)

### 1913
- The Delayed Letter, regia di Ralph Ince (1913)
- The Adventure of the Ambassador's Disappearance, regia di Maurice Costello (1913)
- The Vengeance of Durand; or, The Two Portraits, regia di J. Stuart Blackton (1913)
- Papa Puts One Over, regia di Ralph Ince (1913)
- The Chains of an Oath, regia di William Humphrey (1913)
- Red and White Roses, regia di William Humphrey e Ralph Ince (1913)
- Alixe; or, The Test of Friendship, regia di William V. Ranous (1913)
- Playing with Fire, regia di Bert Angeles (1913)
- The Artist's Great Madonna, regia di Van Dyke Brooke (1913)
- Hearts of the First Empire, regia di William Humphrey (1913)
- A Soul in Bondage, regia di Van Dyke Brooke (1913)
- His Life for His Emperor, regia di William Humphrey (1913)
- Bunny and the Bunny Hug, regia di Wilfrid North (1913)
- The White Slave; or, The Octoroon, regia di James Young (1913)
- A Modern Psyche, regia di Van Dyke Brooke (1913)
- Her Sweetest Memory, regia di L. Rogers Lytton (1913)
- The Tiger Lily, regia di Van Dyke Brooke (1913)
- The Carpenter, regia di Wilfrid North (1913)
- The Diamond Mystery, regia di Charles Kent (1913)
- My Lady of Idleness, regia di William Humphrey (1913)
- The Only Way, regia di Wilfrid North (1913)
- When Society Calls, regia di Wilfrid North (1913)
- The Flirt, regia di William Humphrey (1913)
- The Line-Up, regia di William Humphrey (1913)
- Old Moddington's Daughters, regia di William J. Bauman (1913)
- Their Mutual Friend, regia di Frederick A. Thomson (1913)
- The Diver, regia di Captain Harry Lambart (Harry Lambart) (1913)
- The Right Man, regia di Frederick A. Thomson (1913)
- The Leading Lady, regia di Ned Finley (1913)
- Love's Sunset, regia di Frederick A. Thomson (1913)

### 1914
- The Mischief Maker, regia di Frederick A. Thomson (1914)
- The Christian, regia di Frederick A. Thomson
- Her Husband, regia di Theodore Marston (1914)
- Memories That Haunt, regia di Harry Lambart (1914)
- The Battle of the Weak, regia di Theodore Marston (1914)
- Eve's Daughter, regia di Wilfrid North (1914)
- Happy-Go-Lucky, regia di James Young (1914)
- My Official Wife, regia di James Young (1914)
- Warfare in the Skies, regia di Frederick A. Thomson (1914)
- Lily of the Valley, regia di Wilfrid North (1914)
- 'Midst Woodland Shadows, regia di Ralph Ince (1914)
- Two Women, regia di Ralph Ince (1914)
- The Sins of the Mothers, regia di Ralph Ince (1914)

### 1915
- The Right Girl?, regia di Ralph Ince (1915)
- From Headquarters, regia di Ralph Ince (1915)
- The Juggernaut, regia di Ralph W. Ince (1915)
- His Phantom Sweetheart, regia di Ralph Ince (1915)
- The Sort-of-Girl-Who-Came-From-Heaven, regia di Ralph Ince (1915)
- The Goddess, regia di Ralph Ince (1915)
- The Awakening, regia di Ralph Ince (1915)
- Count 'Em, regia di Ralph Ince (1915)

### 1916
- My Lady's Slipper, regia di Ralph Ince (1916)
- The Scarlet Runner, regia di William P.S. Earle e Wally Van (1916)
- The Car and His Majesty, regia di William P.S. Earle, Wally Van (1916)
- The Nuremberg Watch, regia di William P.S. Earle, Wally Van (1916)
- The Masked Ball, regia di William P.S. Earle, Wally Van (1916)
- The Hidden Prince, regia di William P.S. Earle, Wally Van (1916)
- The Jacobean House, regia di William P.S. Earle, Wally Van (1916)
- The Mysterious Motor Car, regia di William P.S. Earle, Wally Van (1916)
- The Red Whiskered Man, regia di William P.S. Earle, Wally Van (1916)
- The Glove and the Ring, regia di William P.S. Earle, Wally Van (1916)
- The Gold Cigarette Case, regia di William P.S. Earle, Wally Van (1916)
- The Lost Girl, regia di William P.S. Earle, Wally Van (1916)
- The Missing Chapter, regia di William P.S. Earle, Wally Van (1916)
- The Car and the Girl, regia di William P.S. Earle, Wally Van (1916)

### 1917
- Arsene Lupin, regia di Paul Scardon (1917)
- Apartment 29, regia di Paul Scardon (1917)
- The Hawk, regia di Paul Scardon (1917)
- The Soul Master, regia di Marguerite Bertsch (1917)
- The Maelstrom, regia di Paul Scardon (1917)
- The Stolen Treaty, regia di Paul Scardon (1917)
- Transgression , regia di Paul Scardon
- The Love Doctor, regia di Paul Scardon (1917)
- The Grell Mystery, regia di Paul Scardon (1917)
- In the Balance, regia di Paul Scardon (1917)

### 1918
- A Mother's Sin, regia di Thomas R. Mills (1918)
- An American Live Wire, regia di Thomas R. Mills (1918)
- The Seal of Silence, regia di Thomas R. Mills (1918)
- The Girl in His House, regia di Thomas R. Mills (1918)
- A Diplomatic Mission, regia di Jack Conway (1918)
- The Man Who Wouldn't Tell, regia di James Young (1918)

### 1919
- The Highest Trump, regia di James Young (1919)
- A Gentleman of Quality, regia di James Young (1919)
- Two Women, regia di Ralph Ince (1919)
- The Usurper, regia di James Young (1919)
- Il ladro di perle (A Rogue's Romance), regia di James Young (1919)
- Hornet's Nest, regia di James Young (1919)
- The Wolf, regia di James Young (1919)
- The Black Gate, regia di Theodore Marston (1919)
- When a Man Loves, regia di Chester Bennett (1919)

### 1920
- The Fortune Hunter, regia di Tom Terriss (1920)
- Captain Swift, regia di Tom Terriss, Chester Bennett (1920)
- A Master Stroke, regia di Chester Bennett (1920)
- The Purple Cipher
- The Romance Promoters, regia di Chester Bennett (1920)

### 1921
- It Can Be Done, regia di David Smith (1921)
- Diamonds Adrift

- Fortune's Mask, regia di Robert Ensminger (1922)

### 1926
- The Skyrocket, regia di Marshall Neilan (1926)